# Primula odontocalyx
Primula odontocalyx är en viveväxtart som först beskrevs av Adrien René Franchet, och fick sitt nu gällande namn av Ferdinand Albin Pax. Primula odontocalyx ingår i släktet vivor, och familjen viveväxter. Inga underarter finns listade i Catalogue of Life.